# Dennis de Oliveira
Dennis de Oliveira é jornalista, professor da Escola de Comunicações e Artes da Universidade de São Paulo (ECA/USP), pesquisador na área de cultura popular e movimentos sociais, além de atuar como ativista do movimento negro brasileiro e consultor de organizações não governamentais na área de Direitos Humanos. O jornalista é uma das principais referências na luta antirracista no Brasil e um grande divulgador da obra do intelectual Clóvis Moura.

## Formação e carreira profissional
Graduou-se em comunicação social com habilitação em jornalismo, em 1986, na Universidade de São Paulo. Realizou o mestrado (1992) e doutorado (1998) em ciências da comunicação na mesma instituição. No mestrado sob orientação de Maria Nazareth Ferreira estudou sobre as relações entre imprensa sindical brasileira, greve e consciência de classe à partir da análise da greve geral de 21 de julho de 1983 e dos jornais do Sindicato dos Metalúrgicos de São Bernardo do Campo e Diadema. Ainda sob orientação de Maria Nazareth Ferreira, elaborou a sua tese de doutorado a qual discorria acerca das relações entre comunicação sindical, globalização neoliberal e mundo do trabalho. O estudo demonstrou as potencialidades da comunicação sindical como possível gestora de uma cultura e um discurso de contestação à ideologia hegemônica no cotidiano do mundo do trabalho, considerando-se as especificidades do capitalismo brasileiro que é altamente concentrador de renda, excludente e construído sob uma base escravagista. Também a tese defende a comunicação como uma mediação social entre emissor e receptor e que constrói sentidos através de vínculos identitários gestados nessas relações.  Assim, a pesquisa combinou a análise da emissão, da mediação e da recepção no sistema de comunicação do Sindicato dos Químicos de Guarulhos, transparecendo que essa entidade sindical possui uma concepção de classes sociais como diferentes e não antagônicas.
Já atuou como professor no curso de jornalismo em níveis de graduação e pós graduação na Universidade Metodista de Piracicaba (1990-2006), na Universidade Mogi das Cruzes (1999-2000) e na Universidade Anhembi Morumbi (2001-2004). Além disso, foi docente no curso de publicidade e propaganda na Faculdade de Valinhos (1997-1998). Desde 2003 atua como professor em Regime de Dedicação Integral à Docência e à Pesquisa (RDIDP) na Universidade de São Paulo na Escola de Comunicações e Artes (ECA/USP). Ministra aulas tanto no curso de graduação em jornalismo quanto nos Programas de Pós Graduação em Integração da América Latina da Universidade de São Paulo (PROLAM-USP) e do Programa de Pós-Graduação em Mudança Social e Participação Política da Escola de Artes, Ciências e Humanidades da Universidade de São Paulo (EACH-USP). Em 2006 foi professor colaborador no Programa de Mestrado em Relações Internacionais para a América do Sul do Centro Brasileiro de Estudos Latino-Americanos (CEBELA). Além disso, já circulou como professor visitante por diversas instituições internacionais como a Universidad Minuto de Dios (Uniminuto) de Bogotá na Colômbia e da Faculdad Latino-Americana de Ciencias Sociales (FLACSO) em Buenos Aires na Argentina. Faz parte também da Catedra Scholas Ocurrentes da Universidade Central do Vaticano.
Integrou a diretoria executiva da Associação Brasileira de Ensino do Jornalismo (ABEJ) no cargo de vice diretor científico, onde atuou no biênio de 2020-2022.  De 2019 a 2002 coordenou o Grupo de Trabalho "Epistemologias decoloniais, territorialidades e cultura" do Conselho Latino-Americano de Ciências Sociais (CLACSO). Atualmente, é coordenador científico do Centro de Estudos Latino-Americanos sobre Cultura e Comunicação (CELACC), vice-líder do Alterior (Grupo de Pesquisa de Jornalismo Alternativo e Popular) e membro do Núcleo de Estudos Interdisciplinares do Negro Brasileiro (NEINB) todos vinculados à Universidade de São Paulo.  Participa desde 2020 como pesquisador do Instituto de Estudos Avançados da Universidade de São Paulo com o projeto Periferias Insurgentes que tem como proposta fomentar pesquisas relacionadas as periferias com o objetivo de produzir trabalhos que impactem socialmente e desenvolvam novas teorias e conhecimentos, contribuindo para visibilizar a complexidade simbólica e territorial das periferias.

## Ativismo político-social e contribuições para o campo da comunicação
A trajetória acadêmica de Dennis de Oliveira se entrelaça com o seu ativismo político-social, visto que, o jornalista é uma das grandes referências do movimento negro brasileiro. O jornalista e professor universitário possui uma vasta experiência na área da Comunicação, especialmente nos temas que dizem respeito à comunicação popular, comunicação e cultura, processos midiáticos e culturais, comunicação e recepção, processos midiáticos e jornalismo, mídia e racismo e integração na América Latina. Suas pesquisas frequentemente abordam as relações entre comunicação, educação e raça, propondo e analisando de quais maneiras o jornalismo pode vir a somar na luta antirracista. Somado a isso, Dennis de Oliveira é também autor de diversas obras as quais refletem acerca da longa e diversa participação das populações negras no Brasil. Em 2001 participou do processo preparatório da Conferência de Combate ao Racismo de Durban, fazendo a abertura do Foro de Movimientos Sociales realizado em 2000 em Quito quando apresentou o conceito de racismo estrutural.
Vale ressaltar que o autor é um grande difusor do pensamento do intelectual Clóvis Moura. Escreveu a orelha da segunda edição da obra O Negro, de bom escravo a mau cidadão? (Editora Dandara, 2021) COLOCAR REF. Também foi autor do prefácio da reedição da obra Dialética Radical do Brasil Negro (Editora Anita, 2020) e Sociologia do Negro Brasileiro (Editora Perspectiva, 2021). Dennis de Oliveira faz parte também da Rede antirracista Quilombação, coletivo de ativistas antirracistas lançado no dia 14 de dezembro de 2013 no Encontro Clóvis Moura de Ativistas contra o Genocídio da População Negra. Foi um dos fundadores da seção paulista da Unegro (União de Negros pela Igualdade) em 1989 e atuou na entidade até 2005 quando saiu por divergências políticas.
Em 2021 na edição de número 4 da Revista Fim do Mundo Dennis de Oliveira teve a oportunidade de entrevistar Milton Barbosa, mais conhecido como Miltão, uma das maiores referências do movimento negro brasileiro e um dos fundadores do Movimento Negro Unificado (MNU). Ainda em 2021, Dennis de Oliveira fez parte do comitê responsável na Universidade de São Paulo por levar a proposta de concessão do título de Doutor Honoris Causa à Luiz Gama, poeta, jornalista, advogado e um dos mais importantes nomes da luta abolicionista no Brasil no século XIX. Oliveira considera Luiz Gama como o "primeiro intelectual público brasileiro".

## Prêmios
- 2006: Prêmio Garcia Netto de Jornalismo, Câmara Municipal de Piracicaba.[6]
- 2023: Menção Honrosa da Comissão Organizadora do 22º Encontro Nacional de Ensino de Jornalismo (ENEJor) promovido pela Associação Brasileira de Ensino de Jornalismo (ABEJ).[23]
- 2024: Eleito pela Associação Brasileira de Ensino de Jornalismo (Abej) como Personalidade destaque no ensino de jornalismo brasileiro de 2023.[5]

## Principais livros e publicações
- Metamorfoses do Mundo Contemporâneo. 1. ed. São Paulo: PUC-SP, 2022. Livro organizado por Cecilia Pesactore Alves, Diane Portugueis, Suelen Cristina de Miranda e Clara Scaldelai do Nascimento. A obra conta com um artigo de autoria de Dennis de Oliveira.[6]
- Pensamento Crítico Latino-americano e enfrentamento à crise do capitalismo. 1. ed. São Paulo: Abya Yala, 2022. Livro organizado por Dennis de Oliveira. Os artigos publicados nesta coletânea são fruto de pesquisas individuais e coletivas realizadas pelos intelectuais integrantes do Grupo de Trabalho “Epistemologias decoloniais, territorialidades e cultura” do CLACSO, da qual o CELACC (Centro de Estudos Latino-Americanos sobre Cultura e Comunicação faz parte. Os artigos possuem a autoria de Andrea Neira Cruz, Gabriel Medina Carrasco, Tatiana Gutiérrez, Germán Andrés Cortés Millán, Tania Marcela Herazo Mayorga e João Roque da Silva Júnior.[24][25]
- A volta do Estado planejador - neoliberalismo em xeque. 1. ed. São Paulo, SP: Editora Contracorrente, 2022. Livro organizado por Gilberto Maringoni. A coletânea conta com artigos escritos por Adalberto Cardoso, Aloizio Mercadante, André Lara Resende, André Roncaglia de Carvalho, Antonio Corrêa de Lacerda, David Decccache, Dennis de Oliveira, Franklin Martins, Gilberto Maringoni e Isabella Nogueira.[26]
- Periferias Insurgentes: Ações Culturais de Jovens nas Periferias de São Paulo. 1. ed. São Paulo: Instituto de Estudos Avançados da Universidade de São Paulo, 2021. Livro coordenado por Dennis de Oliveira durante sua participação no Programa Ano Sabático do Instituto de Estudos Avançados em 2019. Os textos do livro são de autoria de Oliveira, que coordenou a edição, e das pesquisadoras Juliana Salles de Souza, Maíra Carvalho de Moraes e Mariana de Sousa Caires, integrantes do Centro de Estudos Latino-Americanos sobre Cultura e Comunicação (CELACC).[27]
- Racismo Estrutural: uma perspectiva histórico critica. 1. ed. São Paulo: Editora Dandara, 2021.[28]
- Iniciação aos Estudos de Jornalismo. 1. ed. São Paulo: Instituto Abya Yala, 2020.[29]
- Jornalismo e os dilemas da sociedade da inflação das informações. 1. ed. São Paulo: Instituto Abya Yala, 2019.[16]
- Interfaces do Genocídio no Brasil: raça, gênero e classe. São Paulo: Instituto de Saúde, 2018. Livro organizado por Dennis de Oliveira, Marisa Feffermann, Suzana Kalckmann, Deivison Faustino, Maria Glória Calado, Luis Eduardo Batista e Raiani Cheregatto.[30]
- Jornalismo e emancipação: uma prática jornalística baseada em Paulo Freire. Curitiba: Appris, 2017[31].
- A luta contra o racismo no Brasil. 01. ed. São Paulo, São Paulo, Brasil: Publisher, 2017.[32]
- Antes da pauta: linhas para pensar o ensino do jornalismo no século XXI /. 1. ed. São Paulo: ECA/USP, 2013. Livro organizado por Dennis de Oliveira, Enio Moraes Júnior e Luciano Victor Barros Maluly.[33]
- Cultura e comunicação na América Latina: integrar para além do mercado. São Paulo: ECA/USP, 2012[34].
- Mídia, cultura e violência. São Paulo: Celacc, 2009. Livro organizado por Dennis de Oliveira e Silas Nogueira.[35]
- Atualização dos conceitos estéticos em web jornalismo. São Paulo: Centro de Estudos Latino Americanos de Cultura e Comunicação, 2006. Livro organizado por Dennis de Oliveira e Moises dos Santos.[36]